# Trzy Kawki

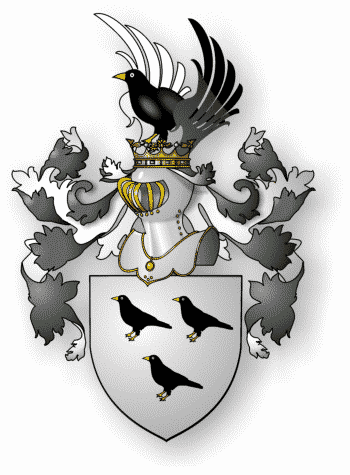
Herb szlachecki Trzy Kawki

Trzy Kawki (Borch, Trzy kruki) – polski herb szlachecki.

## Opis herbu
Opis zgodnie z klasycznymi regułami blazonowania: 

W polu srebrnym trzy kawki czarne, dwie wyżej, jedna u dołu, w klejnocie taka sama kawka między orlimi skrzydłami, prawym białym, lewym czarnym. Labry czarne, podbite srebrem. Jako trzymacze dwóch rycerzy krzyżackich z nagimi mieczami w dłoniach.

Występuje także w odmianie herbu hrabiowskiego Borch, na tarczy sercowej.

## Herbowni
- Teodor, biskup poznański[1],
- Jan Andrzej Borch.

## Postacie fikcyjne
Rycerz Borch herbu Trzy Kawki z opowiadania Granica możliwości Andrzeja Sapkowskiego (cykl o Wiedźminie). Herb opisany w opowiadaniu różni się od historycznego herbu, przypominając raczej herb rodziny Borch opisany w herbarzu Johannesa Baptista Rietstapa Armorial general.